# Хонъимбо Дзёва
Хонъимбо Дзёва (яп. 本因坊丈和 Хонъимбо: Дзёва, имя при рождении — Тодани Мацуносукэ, 1787 — 1847) — японский игрок в го, 12-й глава дома Хонъимбо, Мэйдзин и Годокоро с 1831 по 1839 годы.

## Биография
Хонъимбо Дзёва родился в Нагано в 1787 году. Он был известен как непобедимый игрок в го и являлся вместе с Санти, Иноуэ Гэнаном Инсэки и Хаяси Гэмби одним из четырёх самых сильных игроков того времени, боровшихся за единственный существовавший тогда титул — Мэйдзин.
Для того, чтобы заполучить титул и получить звание годокоро (главы го), Дзёва прибегнул к множеству интриг и, в результате, в 1831 году добился в этом успеха, заполучив титул, при этом не сыграв ни одной партии с сильными соперниками.
В 1835 году Дзёва сыграл знаменитую партию, получившую название «игра, кашляющая кровью». В случае поражения в этом матче, после раскрытия всех интриг, Дзёва мог лишиться титула. Соперником Дзёвы был ученик его соперника Гэнана Инсэки — Акабоси Интэцу. В случае победы Акабоси обладание титулом Дзёвы можно было оспорить, поскольку он проиграл сопернику, стоящему ниже его по рангу. В начале партии Акабоси лидировал, благодаря секретному ходу, применённому в стандартном в те времена розыгрыше угловой позиции, изобретённому в доме Иноуэ. Партия длилась в течение нескольких дней, и на вторую ночь, по словам Дзёвы, к нему снизошли духи, подсказав 3 хода, приведшие его к победе.
После окончания партии, Акабоси Интецу начал кашлять кровью прямо на гобан от нервного истощения и спустя несколько недель умер. Дзёва оставался мэйдзином и годокоро до 1838 года, пока доказательства его интриг не были официально переданы властям, и его попросили покинуть пост.
Описание «игры, кашляющей кровью» вошло в роман Сун-ва Хон «Первый кю»[значимость факта?].